# 16781 Renčín
(16781) Renčín, denumire internațională (16781) Rencin, este un asteroid din centura principală de asteroizi.

## Descriere
16781 Renčín este un asteroid din centura principală de asteroizi. A fost descoperit pe 12 decembrie 1996 la Observatorul Kleť de Miloš Tichý și Zdeněk Moravec
. Asteroidul prezintă o orbită caracterizată de o semiaxă mare de 3,16 ua, o excentricitate de 0,15 și o înclinație de 2,4° în raport cu ecliptica.